# Président de la république du Liberia
Le président de la république du Liberia (en anglais : President of the Republic of Liberia) est le chef de l'État et de gouvernement du Liberia. Depuis l'indépendance du pays en 1847, son titre officiel a varié.
Pendant les colonies de Cap Mesurado, puis du Liberia, le territoire était dirigé par des agents coloniaux et des gouverneurs.
Le président actuel est Joseph Boakai, en fonction depuis le 22 janvier 2024.

## Système électoral
Le président du Liberia est élu au scrutin uninominal majoritaire à deux tours pour un mandat de six ans, renouvelable une seule fois. Si aucun candidat ne recueille la majorité absolue des suffrages exprimés au premier tour, un second est convoqué entre les deux candidats arrivés en tête au premier, et celui recueillant le plus de suffrages l'emporte.
Chaque candidat se présente avec un colistier, lui même candidat à la vice présidence. Tous deux doivent être âgés d'au moins trente-cinq ans, posséder de naissance la nationalité libérienne — limitée aux seuls personnes « négros ou d'ascendance négro » — et résider dans le pays depuis au moins dix ans. Leur mandat débute le troisième lundi de janvier de l'année suivant l'élection présidentielle.
Le vice président devient de droit le président du Sénat, au sein duquel il ne vote qu'en cas d'égalité des voix pour et contre. Il remplace le président en cas de vacance du pouvoir, jusqu'au terme de son mandat de six ans. S'il devient à son tour candidat à la présidence au cours d'une élection ultérieure, ce remplacement en cours de mandat ne compte pas vis-à-vis de la limitation à deux mandats. En cas d'empêchement du seul vice président, le président nomme un successeur avec le vote favorable de chacune des deux chambres du parlement. En cas d'empêchement simultané du président et du vice président, le président de la Chambre des représentants devient président par intérim et supervise l'organisation d'une élection présidentielle dans les quatre vingt dix jours.

### Historique
La longue tradition de mandat présidentiel de deux ans renouvelables indéfiniment mise en place par la constitution de 1847, puis porté à quatre ans en 1907, a pris fin à la suite du changement de constitution portée par le président William Tolbert, qui l'amende en 1975 pour introduire un mandat de huit ans non renouvelable. Le mandat présidentiel passe ensuite à sa durée actuelle de six ans, renouvelable une seule fois, lors de l'entrée en vigueur de la constitution de 1986.

## Liste

Drapeau du Président de la république du Liebria.